# Уайт, Коби
А́лек Дже́йкоби «Ко́би» Уа́йт (англ. Alec Jacoby "Coby" White; род. 16 февраля 2000 года в Голдсборо, Северная Каролина, США) — американский профессиональный баскетболист, выступающий за команду «Чикаго Буллз» в Национальной баскетбольной ассоциации. На студенческом уровне выступал за команду университета Северной Каролины. Был выбран на драфте НБА 2019 года в 1-м раунде под 7-м номером командой «Чикаго Буллз». Играет на позиции разыгрывающего защитника.

## Профессиональная карьера

### Чикаго Буллз (2019—настоящее время)
20 июня 2019 года клуб «Чикаго Буллз» задрафтовал Коби Уайта под седьмым общим выбором на драфте НБА 2019 года. Уайт - первый игрок из Северной Каролины, задрафтованный «Буллз» в первом раунде со времен Майкла Джордана в 1984 году. 1 июля 2019 года Уайт подписал контракт с «Буллз». Уайт участвовал в Летней лиге НБА 2019 года вместе с сокомандником по драфту Даниэлем Гэффордом, где в среднем набирал 15,0 очков, 5,6 подбора и 4,8 передачи за игру. 23 октября 2019 года Уайт дебютировал в НБА, выйдя со скамейки запасных в проигрыше от «Шарлотт Хорнетс» и набрав 17 очков, три подбора и семь передач. Эта игра  сделала его первым игроком, родившимся в 2000-х годах, который сыграл в НБА.
12 ноября 2019 года Уайт забросил семь трехочковых в четвертой четверти матча против «Нью-Йорк Никс» и набрал 27 очков, установив рекорд «Буллз» по количеству трехочковых за одну четверть.
22 февраля 2020 года Уайт набрал 33 очка в проигрыше от «Финикс Санз». На следующий день Уайт повторил этот карьерный максимум, приведя «Буллз» к победе над «Вашингтон Уизардс». Уайт стал первым новичком в истории НБА, набравшим 30 очков в нескольких играх подряд, выходя со скамейки запасных. 25 февраля Уайт продолжил серию и превысил свой карьерный максимум, набрав 35 очков в поражении от «Оклахома-Сити Тандер». 15 сентября 2020 года Уайт был включен во вторую сборную новичков НБА сезона 2019/20.
10 февраля 2021 года Уайт набрал 30 очков, забил восемь трехочковых и отдал 7 передач в победе над «Нью-Орлеан Пеликанс», установив вместе с партнером по команде Заком Лавином рекорд франшизы «Буллз», когда каждый из них реализовал по 8 бросков из-за дуги.
10 июня 2021 года Уайт перенес операцию на левом плече и выбыл из строя как минимум на четыре месяца. 22 сентября «Буллз» активировали опцию четвертого года контракта с Уайтом, оставив его в команде до сезона 2022/23.
31 января 2023 года в поражении от «Лос-Анджелес Клипперс» Уайт стал самым быстрым игроком (237 игр) в истории франшизы «Буллз», забросившим 500 трехочковых за карьеру.
1 июля 2023 года Уайт подписал трехлетний контракт с «Буллз» на сумму 40 миллионов долларов.
17 апреля 2024 года Уайт набрал максимальные в карьере 42 очка в победе над «Атлантой Хокс» со счетом 131-116 в турнире плей-ин. Это второй показатель в истории турниров плей-ин после 50 очков Джейсона Тейтума в 2021 году.
23 апреля 2024 года Уайт занял второе место в гонке за звание самого прогрессирующего игрока НБА сезона 2023/24, уступив лишь Тайризу Макси из «Филадельфии».
4 января 2025 года Уайт набрал 33 очка и забил девять трехочковых в матче против «Нью-Йорк Никс». 6 марта Уайт набрал 44 очка в матче против «Орландо Мэджик».
20 марта 2025 года Коби Уайт набрал 31 очко во второй половине игры с «Сакраменто Кингз» в победе «Чикаго» со счетом 128:116. Уайт закончил встречу с 35 очками (10 из 18 с игры, 2 из 5 из-за трехочковой дистанции, 13 из 14 с линии) и 5 передач при 2 потерях за 38 минут.
1 апреля 2025 года Уайт был назван игроком марта Восточной конференции. Он завершил месяц со средними показателями в 27,7 очка и 4,7 подбора при 49,5% с игры.

## Статистика

### Статистика в НБА
| Сезон                                                                                    | Команда | Регулярный сезон | Регулярный сезон | Регулярный сезон | Регулярный сезон | Регулярный сезон | Регулярный сезон | Регулярный сезон | Регулярный сезон | Регулярный сезон | Регулярный сезон | Регулярный сезон | Серия плей-офф | Серия плей-офф | Серия плей-офф | Серия плей-офф | Серия плей-офф | Серия плей-офф | Серия плей-офф | Серия плей-офф | Серия плей-офф | Серия плей-офф | Серия плей-офф |
| Сезон                                                                                    | Команда | GP               | GS               | MPG              | FG%              | 3P%              | FT%              | RPG              | APG              | SPG              | BPG              | PPG              | GP             | GS             | MPG            | FG%            | 3P%            | FT%            | RPG            | APG            | SPG            | BPG            | PPG            |
| ---------------------------------------------------------------------------------------- | ------- | ---------------- | ---------------- | ---------------- | ---------------- | ---------------- | ---------------- | ---------------- | ---------------- | ---------------- | ---------------- | ---------------- | -------------- | -------------- | -------------- | -------------- | -------------- | -------------- | -------------- | -------------- | -------------- | -------------- | -------------- |
| 2019/20                                                                                  | Чикаго  | 65               | 1                | 25,8             | 39,4             | 35,4             | 79,1             | 3,5              | 2,7              | 0,8              | 0,1              | 13,2             | Не участвовал  | Не участвовал  | Не участвовал  | Не участвовал  | Не участвовал  | Не участвовал  | Не участвовал  | Не участвовал  | Не участвовал  | Не участвовал  | Не участвовал  |
| 2020/21                                                                                  | Чикаго  | 69               | 54               | 31,2             | 41,6             | 35,9             | 90,1             | 4,1              | 4,8              | 0,6              | 0,2              | 15,1             | Не участвовал  | Не участвовал  | Не участвовал  | Не участвовал  | Не участвовал  | Не участвовал  | Не участвовал  | Не участвовал  | Не участвовал  | Не участвовал  | Не участвовал  |
| 2021/22                                                                                  | Чикаго  | 61               | 17               | 27,5             | 43,3             | 38,5             | 85,7             | 3,0              | 2,9              | 0,5              | 0,2              | 12,7             | 5              | 0              | 19,6           | 33,3           | 27,6           | 80,0           | 3,4            | 1,8            | 0,2            | 0,0            | 8,4            |
| 2022/23                                                                                  | Чикаго  | 74               | 2                | 23,4             | 44,3             | 37,2             | 87,1             | 2,9              | 2,8              | 0,7              | 0,1              | 9,7              | Не участвовал  | Не участвовал  | Не участвовал  | Не участвовал  | Не участвовал  | Не участвовал  | Не участвовал  | Не участвовал  | Не участвовал  | Не участвовал  | Не участвовал  |
|                                                                                          | Всего   | 269              | 74               | 26,9             | 41,9             | 36,7             | 85,4             | 3,4              | 3,3              | 0,6              | 0,1              | 12,6             | 5              | 0              | 19,6           | 33,3           | 27,6           | 80,0           | 3,4            | 1,8            | 0,2            | 0,0            | 8,4            |
| Наведите курсор мыши на аббревиатуры в заголовке таблицы, чтобы прочесть их расшифровку. |         |                  |                  |                  |                  |                  |                  |                  |                  |                  |                  |                  |                |                |                |                |                |                |                |                |                |                |                |

### Статистика в колледже
| Сезон                                                                                   | Команда           | GP | GS | MPG  | FG%  | 3P%  | FT%  | RPG | APG | SPG | BPG | PPG  |  |
| --------------------------------------------------------------------------------------- | ----------------- | -- | -- | ---- | ---- | ---- | ---- | --- | --- | --- | --- | ---- |  |
| 2018/19                                                                                 | Северная Каролина | 35 | 35 | 28,5 | 42,3 | 35,3 | 80,0 | 3,5 | 4,1 | 1,1 | 0,3 | 16,1 |  |
|                                                                                         | Всего             | 35 | 35 | 28,5 | 42,3 | 35,3 | 80,0 | 3,5 | 4,1 | 1,1 | 0,3 | 16,1 |  |
| Наведите курсор мыши на аббревиатуры в заголовке таблицы, чтобы прочесть их расшифровку |                   |    |    |      |      |      |      |     |     |     |     |      |  |